# سیارک ۱۱۳۹۵۲
سیارک ۱۱۳۹۵۲ (به انگلیسی: 113952 Schramm، نامگذاری:2002TM352) صد و سیزده هزار و نهصد و پنجاه و دومین سیارک کشف شده‌است که در ۱۰ اکتبر ۲۰۰۲ کشف شد.